# Abbanakuppe, Gubbi
Abbanakuppe là một làng thuộc tehsil Gubbi, huyện Tumkur, bang Karnataka, Ấn Độ.